# 趙紫陽
趙 紫陽（ちょう しよう、チャオ・ズーヤン、簡体字: 赵 紫阳、繁体字: 趙 紫陽、1919年〈民国8年〉10月17日 - 2005年1月17日）は、中華人民共和国の政治家。「第2世代」の政治指導者として党中央委員会副主席、国務院総理、党総書記などを歴任した。1989年6月4日の天安門事件で失脚し、2005年1月17日に死去するまで軟禁生活を余儀無くされた。

## 生涯

### 共産党入党から最初の失脚まで
1919年10月17日に河南省滑県桑村郷趙庄で、富農の父である趙廷賓の長男として誕生する。原名は趙修業だが、少年期には既に自ら趙紫陽と名乗っていた。国民党率いる中華民国政府が中国大陸を統治していた1932年に中国国民党と対立していた中国共産主義青年団に加入。日中戦争最中の1938年2月に中国共産党に入党した。
国共内戦終結後の1949年10月1日の中華人民共和国成立後に広東省党委員会第三書記などを歴任した。大躍進などの失敗で、香港に逃げ込んだ人民に対して「自分たちが彼らを食べさせられないのだから仕方無い」と発言し、イギリス政府に送還された彼らを厳しく責めることはしなかった。これは農家を視察して政策の失敗を目の当たりにしていたからであり、農村における調整政策として三自一包などを実行して広東経済は若干好転した。
1966年4月の第8期11中全会で陶鋳が政治局常務委員に昇格して中央入りしたため、46歳と当時最年少で広東省党委員会第一書記に就任する。ところが陶鋳は間も無く鄧小平の代理として打倒され、趙紫陽も広東における陶鋳の代理人として批判を受けて失脚した。

### 中央への栄転
1971年に復権して広東省省長、四川省省長・党委員会第一書記などを務めた。特に1975年から5年間、四川省党委第一書記時代に「四川経験」と呼ばれる経済改革を実施し、農家経営請負制を導入し、四川省では農業生産が飛躍的に向上した。万里が党委員会書記を務めていた安徽省と共に農村改革が進んでいたため、「米が食べたければ万里を探せ。メシが欲しければ、趙紫陽を探せ」という言葉まで出来て流行した。 これらの経済運営の実績を鄧小平に注目され、抜擢されることになる。この農家経営請負制は後に中国全土で導入され、中国は農業生産高で世界一となった。
第10期中央委員、1977年8月の第11回党大会で中央政治局候補委員、1979年9月の第11期4中全会で政治局委員、1980年2月の第11期5中全会で政治局常務委員、4月には国務院副総理と着実に昇進を重ねる。

### 首相就任
1980年9月の第5期全国人民代表大会第3回会議で、華国鋒に代わって国務院総理に就任し、党総書記の胡耀邦と共に鄧小平を支える「車の両輪」と称せられた。「天が落ちてきても2人が支えてくれる」と当時の鄧小平に言わしめるほど、鄧の2人に対する信頼は大きなものがあった。1981年6月の第11期6中全会で党中央委員会副主席に選出される。

### 総書記就任
1987年1月16日の政治局拡大会議における胡耀邦の解任を受けて総書記代行に就任し、10月20日の第12期7中全会において追認された。さらに同年11月2日の第13期1中全会で党総書記、党中央軍事委員会第一副主席に選出された。なお党内序列は第1位である。
「経済政策に専念していたかったが、他の誰かがやるよりは自分がやったほうがましだと思った」と後に回顧している。後任の総理には「自身より若い者」を指名すると記者団に明かした。当時趙紫陽より若い副総理は李鵬か田紀雲の2人で、李鵬を指名することになった。本来は姚依林に任せたかったが、年齢を考え見送られた。
1988年夏に鄧小平が行った価格改革を契機にハイパーインフレが発生した。趙紫陽はその責任を取って総書記就任からわずか1年で経済政策の主導権を保守派の李鵬・姚依林に譲ることとなった。

### 民主化政策と天安門事件
1989年4月に北朝鮮を公式訪問中に留守を預かった李鵬・保守派の誇張された報告を信じた鄧小平が、『人民日報』に掲載させた「旗幟鮮明に動乱に反対せよ」（四・二六社説）で学生運動を動乱と表現したことに対して論調を和らげるよう主張して帰国後から鄧小平・李鵬らと撤回し、軌道修正を巡って論戦になった。
5月3日の五・四運動70周年記念式典では学生たちの愛国心を評価し、翌5月4日にはアジア開発銀行理事会総会で「学生たちの理にかなった要求を民主と法律を通じて満たさなければならない」「我が国の法制度の欠陥と民主的監察制度の不備が腐敗をはびこらせてしまった」などと演説した。後者は秘書でありブレーンの鮑彤が起草したもので、政治局常務委員会や党中央書記処に見せること無く発表した。北京市長（当時）の陳希同は5月8日の政治局常務委員会会議で四・二六社説の精神と一致しないと指摘したが、趙は「間違っていたら責任を取る」と反論した。
アジア開発銀行理事会総会における演説は政治局常務委員や長老の反応もまずまずであり、デモ沈静化に一定の効果もあった。15日にミハイル・ゴルバチョフの訪中を控えていたこともあり、鄧小平は趙紫陽の要求する四・二六社説の論調を和らげることを考え始めたが、5月12日には翌日から学生が絶食を始めることがわかり、趙の穏健戦略は事実上破綻した。10日の政治局会議で対話路線をスタートした矢先の出来事で、ゴルバチョフの中国訪問までに天安門広場の占拠をやめさせることはできなかった。なおゴルバチョフと会見に臨んだ趙紫陽は当日に人民大会堂での会見で記者を前にこう語った。
このように「最終決定権が鄧小平にある」ことを明かした。鄧小平に局面悪化の責任を負わせる意図があると見られ、また周囲もそのように感じた。この発言で鄧小平と趙紫陽の関係は破綻した。16日夜の政治局常務委員会でも趙紫陽は依然として四・二六社説の修正を主張したが、喬石・胡啓立ら趙紫陽に近い常務委員、および楊尚昆・薄一波も難色を示した。
17日に朝から鄧小平の私邸で政治局常務委員会が開かれ、前日同様に常務委員5人・楊尚昆国家主席・薄一波元老の2人が出席したが、柔軟路線に賛成する者はおらず、鄧小平が北京に戒厳令を発令するよう提案した。常務委員会の採決では李鵬と姚依林が賛成・趙紫陽と胡啓立が反対・喬石が棄権した為鄧小平に委ねられた。趙は党中央を代表して学生たちに絶食を中止するよう求める文章を人民日報に掲載させたが効果はなかった。
18日に鄧小平が八大元老と辞意を示し、体調を崩した趙紫陽を除いた常務委員の洪学智・劉華清・秦基偉ら中央軍事委員会委員との会談で戒厳令発令を決定し、席上の趙紫陽に対する批判が相次いだ。19日午前4時に趙紫陽は天安門広場で絶食を続ける学生たちの前に向かい、「我々は来るのが遅すぎた。申し訳無い」と声を詰まらせながら約8分間拡声器を手に学生たちに絶食をやめるよう呼びかけた。趙紫陽が公の場に姿を見せたのは、これが最後となった。午後10時から開かれた戒厳令を布告する大会には「体調不良のため」欠席した。
その後、6月3日から翌4日にかけて、デモ隊は武力弾圧された（第二次天安門事件）。

### 失脚と軟禁生活
6月23日・24日の両日に開催された第13期4中全会で、“動乱を支持し、党を分裂させた”趙紫陽は党総書記就任直後から4つの基本原則から逸脱し、ブルジョア自由化に寛容だったとされて党の全職務を解任された。党籍のみ、そのままとされた。
自宅軟禁下に置かれたものの、外出は比較的自由で趣味のゴルフなどを楽しんでいたが、1997年9月に第15回党大会の主席団に天安門事件の再評価を求める書簡を送った後には、来客が追い返されたり外出を制限されたりした。失脚直後から長年の友人である宗鳳鳴が度々気功師として訪れ、談話をまとめた『趙紫陽軟禁中的談話』が2007年1月、香港の開放出版社から出版された。
一説には鄧小平は「六四天安門事件で武力弾圧に反対した罪を認めるなら復帰を許す」という手紙を趙紫陽に3度送ったものの、趙紫陽は「反対は信念に基づいたもの」としていずれも拒否したと言われている。陳雲・李先念らが推薦した後継者の江沢民総書記が右顧左眄（）する様子を見て失望したという。

### 死去
その後呼吸器系統などの病気を患って北京市内の病院に入院していたが、2005年1月17日午前7時1分（北京時間）に病院で死去した。何度か香港紙で死亡説が流れたが、その度に中央がデマであるとわざわざ取り消すほど気を遣う人物でもあった。死の直前にも死亡説が香港紙から流れ、それを当局が打ち消している。
失脚の理由から葬儀・埋葬の問題で遺族・党・長老との綱引きが見られたが、葬儀は党中央が主催して八宝山に埋葬される事になった。新華社の死亡記事では直接経歴を触れておらず、ボカした表現になっているが、外交部の孔泉報道官の言葉を借りれば「党内で結論が出ている」となり、現時点における再評価は考えられない。
2008年12月に世界人権宣言の60周年に合わせて、作家を起草者として趙のかつてのブレーン・教授・作家・法律学者・新聞記者などが共産党の一党独裁体制の終結・民主化・人権の改善などを求める内容の「零八憲章」をインターネット上に連名発表する事件があり、死後も思想的な影響力が残る。
2015年11月20日に中国国営中央テレビが放映した胡耀邦の生誕100周年記念番組では、胡耀邦の党総書記就任を伝える1982年9月13日付の人民日報の1面が映し出されたが、その紙面にあるはずの胡耀邦・葉剣英・鄧小平・趙紫陽の4人の写真のうち趙紫陽の写真は外され李先念の写真に差し替えられていたと報じられた。
死後、趙紫陽の旧居は民主派の交流の場になってきたが、当局の指示で2021年9月に親族が退去して立ち入りができなくなり、旧居で行われていた集会も同年10月7日が最後になった。